# Highfield (Île-du-Prince-Édouard)
Pour les articles homonymes, voir Highfield.
Highfield est une communauté dans le comté de Queens de l'Île-du-Prince-Édouard, Canada, au nord-ouest de Charlottetown.